# Puig del Molí de Vent (Castell d'Aro, Platja d'Aro i s'Agaró)
El Puig del Molí de Vent és una muntanya de 56 metres que es troba al municipi de Castell d'Aro, Platja d'Aro i s'Agaró, a la comarca catalana del Baix Empordà.